# こうのとり7号機
こうのとり7号機（こうのとり7ごうき、HTV7）は、7番目の宇宙ステーション補給機。2018年9月23日にH-IIBロケット7号機で種子島宇宙センターから打ち上げられた。当初の打ち上げ予定日は、2018年9月11日であったが、グアム地上局の天候の悪化が予想されることから同9月14日に、更に種子島の天候の悪化が予想されることから同9月15日に、更にロケットの推進系統の異常により同9月22日に、またも種子島の天候の悪化が予想されることから同9月23日（いずれも日本標準時）へと変更された。最終的に4度打ち上げが延期された。

## 特徴
日本の宇宙ステーション補給機の7号機であり、シリーズの同型機である。こうのとり6号機に続く、7機目の運用機。ISS離脱後はHTV搭載小型回収カプセルによる物資回収技術の技術実証が行われる予定である。5,6号機に続いて7号機でも生鮮食品を送ることになり、24都道府県から124食品の提供を受け、各種条件に合った野菜や果物4種類が選ばれ搭載されている。また、ISS搭乗員による緊急時のHTV運用にかかる緊急コマンドの送信端末が、HTV専用コマンド端末（HCP：ハードウェアコマンドパネル）からNASAのISS搭載可搬型パソコン（PCS）に変更されている他、小型回収カプセルの搭載に伴う与圧隔壁追加など6号機から18項目の変更がなされている。

## 物資
こうのとり7号機は、補給キャリアの与圧部に約4.3トン、非与圧部に約1.9トン、合計で約6.2トンと過去最重量の物資をISSに運ぶ。

### 与圧部
- 米国実験ラック（Express Rack 9B: ER9B）
- 米国実験ラック（Express Rack 10B: ER10B）
- 米国生命科学グローブボックス（Life Sciences Glovebox:LSG）及びLSG打ち上げ専用ラック
- 調整可能な把持部（Adjustable Grapple Bar: AGB）
- 冷凍・冷蔵庫MELFI の電子機器の予備品（MELFI Electronics Unit）
- ESA生命維持ラック（Life Support Rack: LSR）
- きぼう保全用品等
- 小型衛星放出機構（JEM Small Satellite Orbital Deployer：J-SSOD#10）
- きぼうから放出する超小型衛星CubeSat 3機
  - SPATIUM-I（九州工業大学、南洋理工大学（Nanyang Technological University、シンガポール））、RSP-00（一般社団法人リーマンサットスペーシズ）、STARS-Me（静岡大学）
- HTV搭載小型回収カプセル（HTV Small Re-entry Capsule: HSRC）（直径84cm、高さ約66cmの円錐状カプセルで、実験試料を除いた質量は約180kg。）
- 小型回収カプセル搭載用タンパク質結晶生成実験サンプル
- 小型回収カプセル搭載用静電浮遊炉サンプルバッグ
- ループヒートパイプラジエータ（LHPR）技術実証システム（熱制御実験装置）
- プロバイオティクス実験キット（摂取品、検体採取キット）
- その他実験関連品
- 食料・飲料水・宇宙飛行士の生活用品等の搭乗員関連品（北海道産玉ねぎ、宮城県産パプリカ、岡山県産シャインマスカット、愛媛県産温州みかん、佐賀県産温州みかんなどの生鮮食品（果物及び野菜）含む[7][12]。）

### 非与圧部
- ISS用新型リチウムイオンバッテリー6台

## 運用
- 2018年9月23日2時52分27秒（JST） - H-IIBロケット7号機（H-IIB・F7）を種子島宇宙センターから打ち上げ、約14分59秒後にロケットより正常に分離[1]。
- 2018年9月27日20時36分（JST） - ISSロボットアームにより把持[13]。
- 2018年9月28日3時8分（JST） - ISSとの結合を完了[13]。
- 2018年9月28日4時42分（JST） - クルーが入室[14]。
- 2018年11月8日1時50分（JST）- ISSから分離。
- 2018年11月11日6時38分（JST）- 大気圏に再突入。
- 2018年11月11日7時6分（JST）- 小型回収カプセルの着水を確認。
- 2018年11月11日10時25分（JST）- 小型回収カプセルを船舶により回収。

## 小型回収カプセル
- 「HTV搭載小型回収カプセルの開発」のミッションが第48回（2019年）日本産業技術大賞文部科学大臣賞を受賞した。受賞対象企業はJAXA、三菱重工を含めて合計9社[15]。